# Cedochrea
Cedochrea är ett släkte av insekter. Cedochrea ingår i familjen Derbidae.
Kladogram enligt Catalogue of Life:
| Cedochrea | \| \| Cedochrea costaricana \| \| \| \| \| \| Cedochrea quixoa \| \| \| \| |
|           | \| \| Cedochrea costaricana \| \| \| \| \| \| Cedochrea quixoa \| \| \| \| |
|           | Cedochrea costaricana                                                      |
|           |                                                                            |
|           | Cedochrea quixoa                                                           |
|           |                                                                            |